# Барон, Кришьянис
Кри́шьянис (Кришьян) Ба́рон (латыш. Krišjānis Barons; 19 [31] октября 1835, Струтеле, Курляндская губерния — 8 марта 1923, Рига) — латышский писатель, фольклорист и общественный деятель, собиратель дайн — латышских народных песен. Активный участник прогрессивно-национального движения «младолатышей» 1860-х годов.

## Биография

### Ранние годы
Родился 31 октября 1835 года в имении Струтеле Туккумского уезда Курляндской губернии (ныне Тукумский край) , где его отец Юрис Барон служил приказчиком. Семья была многодетная и бедная, у Кришьяниса было 7 братьев и сестёр.
В 1844 умер отец Кришьяниса. В 1845 году мать Эньгеле Бароне переселяется с детьми в Валпене Дундагской волости. 
Первым учителем мальчика стал местный кучер, которому немецкий помещик поручил обучать бедняцких детей грамоте, поскольку вышел закон об организации школ для латышских крестьян. Кучер имел 4-классное образование, но оказался ответственным: он отремонтировал предоставленную господином избу, сложил печь, сделал дощечки для ребятишек и начал их обучение. Так появилась школа Э.Динсберга в Кубеле. Кришьянис проявил хорошие способности и в 1847 году был  отправлен учиться в Виндаву, где за полгода выучил русский язык и стал лучшим учеником. Его судьбу изменил приезд в город генерал-губернатора Прибалтийского края А.А. Суворова, посетившего школу с инспекторским визитом в 1848 году. Решая задачу вместе с гостем, мальчик заметил в его расчёте ошибку. Суворов среагировал на это указанием изыскать возможности для дальнейшей учёбы Кришьяниса, поручив его помещику выплачивать ему стипендию. Но указание генерал-губернатора выполнялось недолго. Кришьянис отлично закончил начальную школу и уездное училище.
Решив в 1852 году продолжать учёбу в Митаве, где имелась гимназия, подросток зарабатывал частными уроками и выполнением домашних заданий за нерадивых учеников. 
В 1855 году Кришьянис с отличием закончил Митавскую гимназию. 

### Среди младолатышей
В 1856 году Барон поступил на физико-математический факультет Дерптского университета, где познакомился с основателем движения младолатышей Кришьянисом Валдемаром и начал активно участвовать в деятельности латышского студенческого кружка. В 1857-58 году выходят его первые статьи в латышской газете Mājas Viesis. Валдемарс стал идейным автором собирания дайн, к чему вместе с ним и Бароном  подключились Юрис Алунан, Каспар Биезбардис, Рудольф Блауманис. 
Из-за недостатка средств в 1860 году Барон был вынужден прервать учёбу и вернуться к матери в Валпене.
В 1862 году участвовал в издании петербургской латышской газеты «Pēterburgas Avīzes», а затем стал её редактором. За время работы опубликовал более  100 статей по естественнонаучным, педагогическим и другим вопросам, ряд рассказов и стихотворений. 
В 1865 году издание газеты было запрещено, а К. Барон как политически неблагонадежное лицо попал под надзор полиции. Однако в 1865-1867 годах он работал переводчиком в Министерстве народного просвещения в Петербурге. 
В 1867 году в качестве домашнего учителя приезжает в семью помещика Ивана Станкевича, живёт в  Воронежской губернии и в Москве. Эта работа позволяет ему почти 30 лет содержать жену и сына. 

### Возвращение на родину

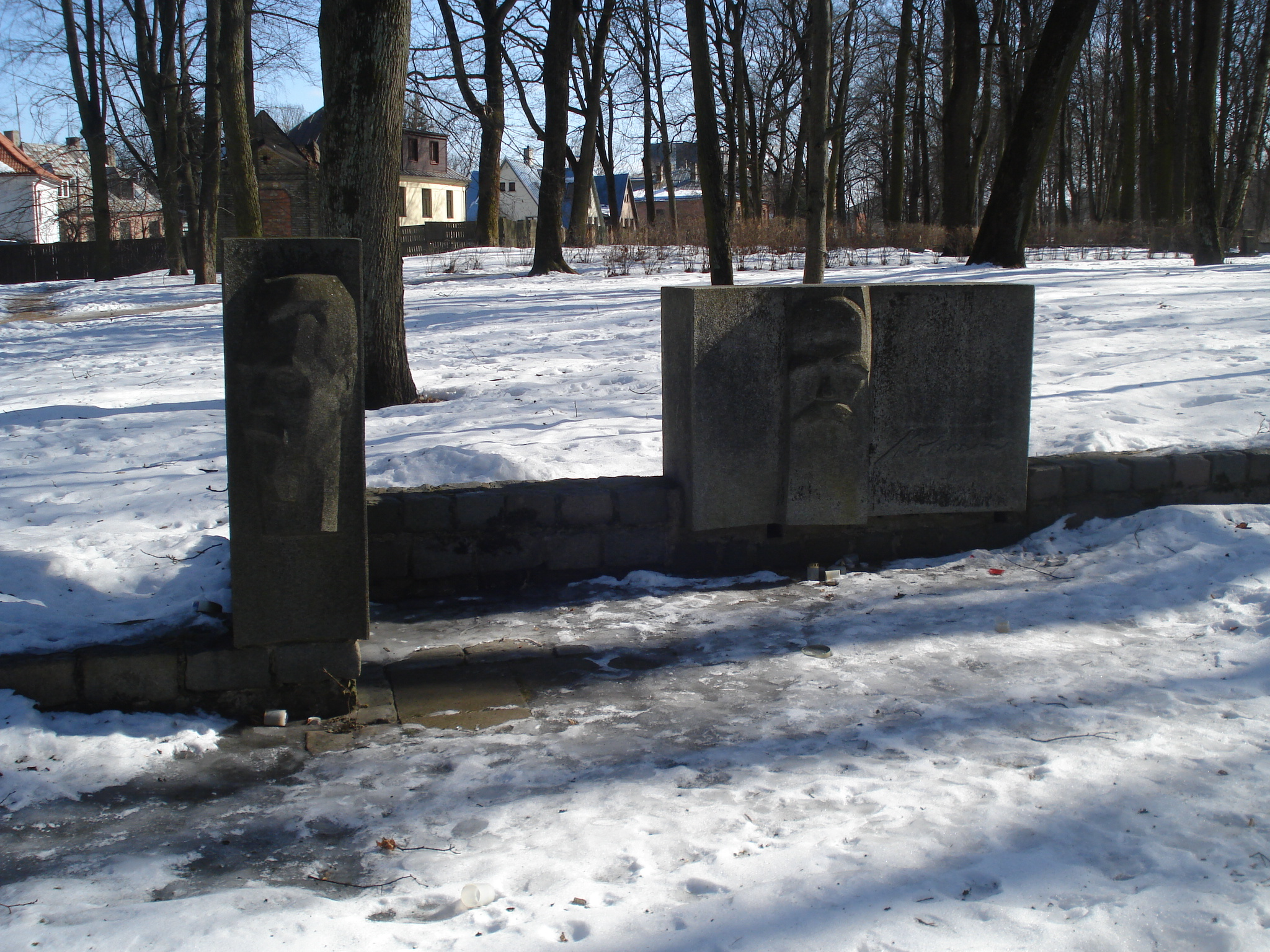
Надгробный памятник (1985)

В 1893 году Барон возвратился на родину вслед за сыном Карлисом, окончившим в 1892 году Московский университет и получившим работу в столице Лифляндской губернии Риге. Он перевез московский шкаф дайн в Ригу. На тот момент в нем было собрано около 150 000 песен. 
У Кришьяниса Барона было много работ, посвященных естественным наукам, географии и языкознанию, но наиболее значительным трудом, которому он посвятил всю свою жизнь, было продолжение (с 1878 года) работы Ф. Бривземниекса по собиранию, обработке, систематизации и изданию латышских народных песен — дайн. Академическое собрание дайн, которое содержит 217 996 текстов народных песен, является одним из самых монументальных трудов в области фольклористики в мире.
Скончался в Риге 8 марта 1923 года в возрасте 87 лет. Похоронен на Большом кладбище Риги.

## Семья
Сын Карлис Барон был врачом, основателем стоматологии в Лифляндии. Его сын Паулис стал инженером, в 1930-е годы работал на заводе "Вайрогс", участвовал в автогонках. По его стопам пошёл сын Юрис, а литературой и филологией занялся только правнук, Янис Барон. Он также участвует в фольклорном ансамбле. В Латвии живут около 20 прямых потомков К.Барона, а всего к его семейному древу принадлежит около 300 человек. 

## Издание дайн

Висендорф, Барон и Бривземниекс в Риге.

В 1892 году Барон познакомился с крупным латышским предпринимателем из Санкт-Петербурга Генрихом Висендорфом. Во время пребывания на родине тот часто встречался с  фольклористом, а также с другими активистами латышской общины в Риге. Он также работал в журналистике, писал статьи для российских и латышских газет Balss, Baltijas Vestnesis, Austrums .
Общение с латышской интеллигенцией Санкт-Петербурга, в частности с Ф. Бривземниексом, побуждает Висендорфа обратиться к работам К. Барона по составлению собрания народных песен. Он также участвовал в их сборе и публикации.
Висендорфу принадлежит авторство самого понятия «дайна», которое он предложил взять из литовского языка, как бы прослеживая связь с латышско-литовским пранародом, существовавшим до XIII века и разделенным в результате католической колонизации Прибалтики. 
В марте 1893 года, готовя рукопись первого тома, Кришьянис Барон пишет Висендорфу: «Иной раз имеется 50 и больше вариантов одной песни; чтобы кратко и точно упорядочить все это, требуется много времени. За одной песней можно просидеть целый день. Сделать это как-нибудь мы не можем, потому что тогда варианты для исследователей не будут иметь никакого значения. И в процессе работы я все больше замечаю, что часто какое-то пустяковое, как оно поначалу кажется, словцо имеет все права в том или ином отношении быть замеченным». В дополнение к текстам издаваемая книга также включала описания традиций и ситуаций, в которых исполнялись песни.
Висендорф активно принимается за сбор средств, пробуждая у Барона надежду выпустить более полное издание дайн.  В письме Г. Висендорфу от 21 марта 1893 года он пишет: «А теперь о самом важном, что лежит у меня на сердце, о чем я думаю каждый день. Мы решили выпустить в свет сначала сокращенное (без вариантов) и только потом уже полное издание (с вариантами и именами собирателей и названиями географических пунктов). После долгого и здравого размышления я склоняюсь совсем к противному. Раз уж дело доходит до печатания, то надо начинать сразу с полного издания».
В 1894 году Висендорф подписал соглашение с Кришьянисом Бароном об издании первой полной коллекции латышских народных песен, взяв на себя все материальные хлопоты по выпуску книги. Он также принял участие в сборе песен, купив за свои средства 28 406 записей, в том числе 12 800 песен из отдела литературы Елгавского латышского общества. Он передал эту коллекцию К. Барону.
Для издания первого тома песен Висендорф вложил собственные 500 рублей, что является очень значительной суммой в сравнении со среднемесячной зарплатой рабочего того времени в 7-15 рублей. Первая тетрадь первого тома дайн вышла 21 мая 1894 года. Издание всего тома, а это 969 страниц песен с комментариями и 24 страницы предисловия, затянулось до весны 1898 года. В 1895 году типография, в которой печаталась книга, обанкротилась. Пропали не только уже сделанные работы, но и подписные деньги, а также надежда получить от издания дайн хоть какой-то доход. Однако к 1898 году елгавский типограф Екабс Дравниекс завершает выпуск 10 тетрадей первого тома «Латышских песен».
Несмотря на то, что Висендорф проводил подписку на книгу и позаботился о рекламе, ему не хватило денег, чтобы продолжить выпуск новых томов. И здесь помог его общественный статус в Санкт-Петербурге: он добился, чтобы остальные пять томов были изданы Императорской академией наук. Они выходили в столице с 1903-го по 1915 год, а Висендорф координировал работы, занимался организационными делами и лично вычитывал корректуру в Санкт-Петербурге. Висендорф собрал средства для выплаты авторского гонорара К. Барону, который в качестве вознаграждения за многолетний труд получил только 20 экземпляров книги. При поддержке Ф. Бривземниекса Рижское латышское общество выделило Барону тысячу рублей.
В 1903 году выходит второй том Дайн объемом в 1162 страницы с песнями, посвященными молодым годам человека. За него Кришьянис Барон в качестве гонорара получил 150 экземпляров книги.
Общее количество песен, включенных в полное собрание, составило 217 996. Некоторые из них (6126, или 3 %) были предоставлены приходом Лиелварде с помощью Андрея Пумпурса и Аусеклиса. В то время жители 218 латвийских приходов не прислали для сборника ни одной песни.

## Увековечение памяти
- К. Барону установлен памятник в Риге (Верманский парк; скульптор Л. М. Давыдова-Медене).
- Его именем названы улицы в Риге и других городах Латвии.
- Именем фольклориста назван астероид Krišbarons, открытый в 1977 году астрономом Крымской астрофизической обсерватории Н. С. Черных[9].
- В 1985 году в Риге был создан музей К.Барона, его инициатором был председатель исполкома Рижского городского совета депутатов трудящихся А. П. Рубикс[4].
- В 1985 году была выпущена почтовая марка СССР, посвященная Кришьянису Баронсу.
- В 1993 году Банк Латвии выпустил банкноту в 100 латов с изображением Кришьяниса Барона.
- В 2006 году Банк Латвии выпустил коллекционную монету в 1 лат с изображением Кришьяниса Барона, сделанную из серебра.

Память о Кришьянисе Бароне
Памятник в Риге
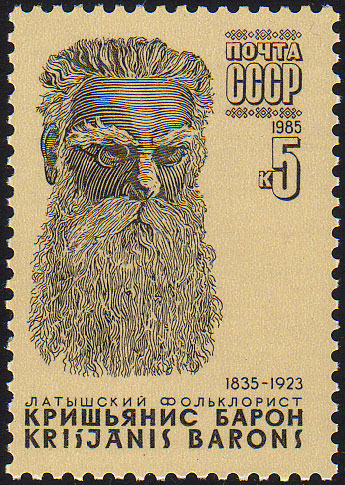
Почтовая марка СССР, 1985 год
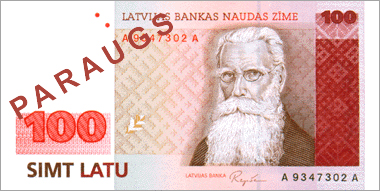
Банкнота в 100 латов

### В кино
В 1989 году на Рижской киностудии режиссёром Айварсом Фрейманисом был снят биографический фильм «Судьбинушка», роль Кришьяниса Барона исполнил актёр Валдемарс Зандбергс.

## Интересный факт
В честь К. Барона названа одна из центральных улиц Риги, прежде носившая имя одного из известных рижских губернаторов — А. А. Суворова. В советское время улицей Суворова назвали (правда, в честь деда губернатора А. В. Суворова) параллельную прежней, причём впоследствии часть этой новой улицы Суворова назвали в честь видного латышского писателя Александра Чака.